# Deh-e Kohneh (ort i Iran)
Deh-e Kohneh (persiska: دِه كُهنِۀ اِمامزادِه, Deh Kohneh-ye Emāmzādeh, ده کهنه) är en ort i Iran.   Den ligger i provinsen Chahar Mahal och Bakhtiari, i den centrala delen av landet, 500 km söder om huvudstaden Teheran. Deh-e Kohneh ligger 1 858 meter över havet och antalet invånare är 224.
Terrängen runt Deh-e Kohneh är bergig österut, men västerut är den kuperad. Runt Deh-e Kohneh är det ganska glesbefolkat, med 38 invånare per kvadratkilometer. Närmaste större samhälle är Lordegān, 19,9 km norr om Deh-e Kohneh. Omgivningarna runt Deh-e Kohneh är i huvudsak ett öppet busklandskap.